# Голасекка (культура)

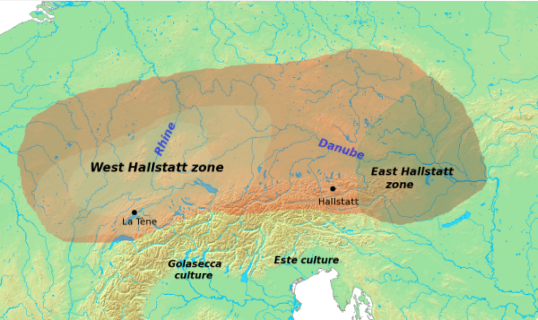
Местонахождение культуры Голасекка к югу от гальштатской культуры.

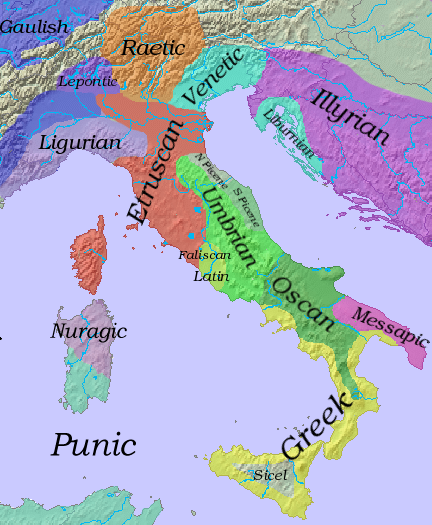
Примерное распространение языков в Италии железного века около VI века до н. э.

Культура Голасекка — доисторическая культура, названная по месту археологических раскопок — пос. Голасекка в провинции Варесе, Ломбардия (север Италии). Относительно этнического происхождения культуры единого мнения нет. Одни исследователи предполагают её лигурийское происхождение, другие рассматривают в качестве прото-кельтской, подразумевая, что носители культуры говорили на лепонтийском языке.

## История
Археологические поселения, характерные для культуры Голасекка, обнаружены на востоке Ломбардии, Пьемонта, швейцарского кантона Тичино и Валь-Месольчина на территории, северную границу которой образовывали субальпийские зоны, южную — река По, на востоке — река Серио, а на западе — река Сесия. Поселение Голасекка, находящееся у истока реки Тичино из озера Маджиоре, было удобным для дальней торговли, в которой голасекцы выступали посредниками между этрусками и гальштатской культурой в Австрии, занимаясь торговлей солью.
В более широком контексте субальпийская культура Голасекка — наиболее позднее из проявлений среднеевропейской культуры полей погребальных урн европейского бронзового века. Культура возникла в 9 в. до н. э., её кульминация приходится на 6-5 вв. до н. э., а упадок связан с приходом кельтов в 4 в. до н. э. и последующим вхождением территории в состав Римской республики.
Наиболее ранние находки данной культуры датируются 9 в. — по-видимому, они возникли на почве исчезнувшей автохтонной культуры, «прото-голасекка», от которой была унаследована традиция сооружения курганов.
В культуре Голасекка видны отдельные элементы развитого общества: специализированное использование материалов и адаптация местного ландшафта. Ранние жилища представляли собой круглые деревянные сооружения вдоль поймы реки; каждое здание строилось на низком основании из камня вокруг центрального очага, пол выкладывался из речной гальки, скрепленной глиной. Лепная керамика, изготовленная без использования гончарного круга, украшалась гипсом. Об использовании колеса можно судить по наличию тележек в «Гробнице воина» в Сесто-Календе. Бусы из балтийского янтаря на Янтарной дороге и обсидиан говорят о торговле на дальние расстояния. Начиная с 7 в. до н. э. и далее в некоторых гробницах используются погребальные дары, импортированные из Этрурии и Древней Греции
В хозяйстве большую роль играли одомашненные животные: в раскопках обнаружены останки коз, овец, свиней, крупного рогатого скота и лошадей. Культивировались некоторые овощи и злаки; в пище использовались также орехи и фрукты. Лодки-долблёнки из Кастеллетто-Тичино в настоящее время хранятся в музее города Исола-Белла. Использовался металл, хотя и редко.
На обломках керамики и на камнях обнаружены знаки с непонятным смыслом.
Обряд погребения — кремация. Остатки пепла и костей обнаружены в терракотовых сосудах.
Культура Голасекка известна по своим погребальным обрядам с почитанием культа предков. Тело укладывалось либо непосредственно в землю, либо в саркофаг. Обнаружены каменные круги и другие фигуры из камней. Погребальные урны расписывались красками, туда вкладывалась дополнительная керамика, например, кубки на высоких ножках. Встречаются также бронзовые предметы одежды: застёжки, фибулы, браслеты, кольца, серьги, подвески и ожерелья. Сосуды из бронзы встречаются редко. На позднем этапе культуры (6 — 4 вв. до н. э.) распространена практика кремации.